# Гат (заказник)
Гать — загальнозоологічний заказник місцевого значення в Україні. Розташований у межах Іршавського району Закарпатської області, між селами Станово і Ділок. 
Площа 75 га. Статус присвоєно згідно з рішенням облвиконкому від 25.07.1972 року № 243, ріш. ОВК від 23.10.1984 року № 253. Перебуває у віданні ДП «Загатянське ЛГ» (Загатянське лісництво, кв. 2, вид. 1, 3, 4, 7, 10-13). 
Створений з метою охорони та розведення поширених там рудих лісових мурах роду Форміка (Formica), які внесені до Європейського Червоного Списку. Завдяки своїм кормодобувним властивостям мурахи є особливо цінними для деревних насаджень. Куполи мурашиних гнізд обгороджені, щоб оберегти їх від випадкових руйнувань тваринами та людьми (туристами, грибниками тощо). Всі роботи зі збереження та примноження мурах виконують працівники Загатянського ДЛГ.

## Назва
Назву заказник дістав від однойменної назви тамтешнього лісового масиву і гори — Гат. 